# Rhythm Tengoku Gold
Rhythm Paradise (Europa), Rhythm Heaven (América) o Rhythm Tengoku Gold, (Japón リズム天国ゴールド) es un videojuego compatible con la consola portátil Nintendo DS. Consiste en una serie de minijuegos o pruebas que tienen como tema principal el ritmo. Hay 50 minijuegos en total. El predecesor de Rhythm paradise es Rhythm tengoku, para la consola Game Boy Advance, pero que solo fue distribuido en Japón. El juego Rhythm paradise está en Europa bajo la marca "Touch! Generations"
La razón por la que se retrasó su lanzamiento en países europeos como España, es por la laboriosa traducción del juego, tanto de voces como texto.

## El juego

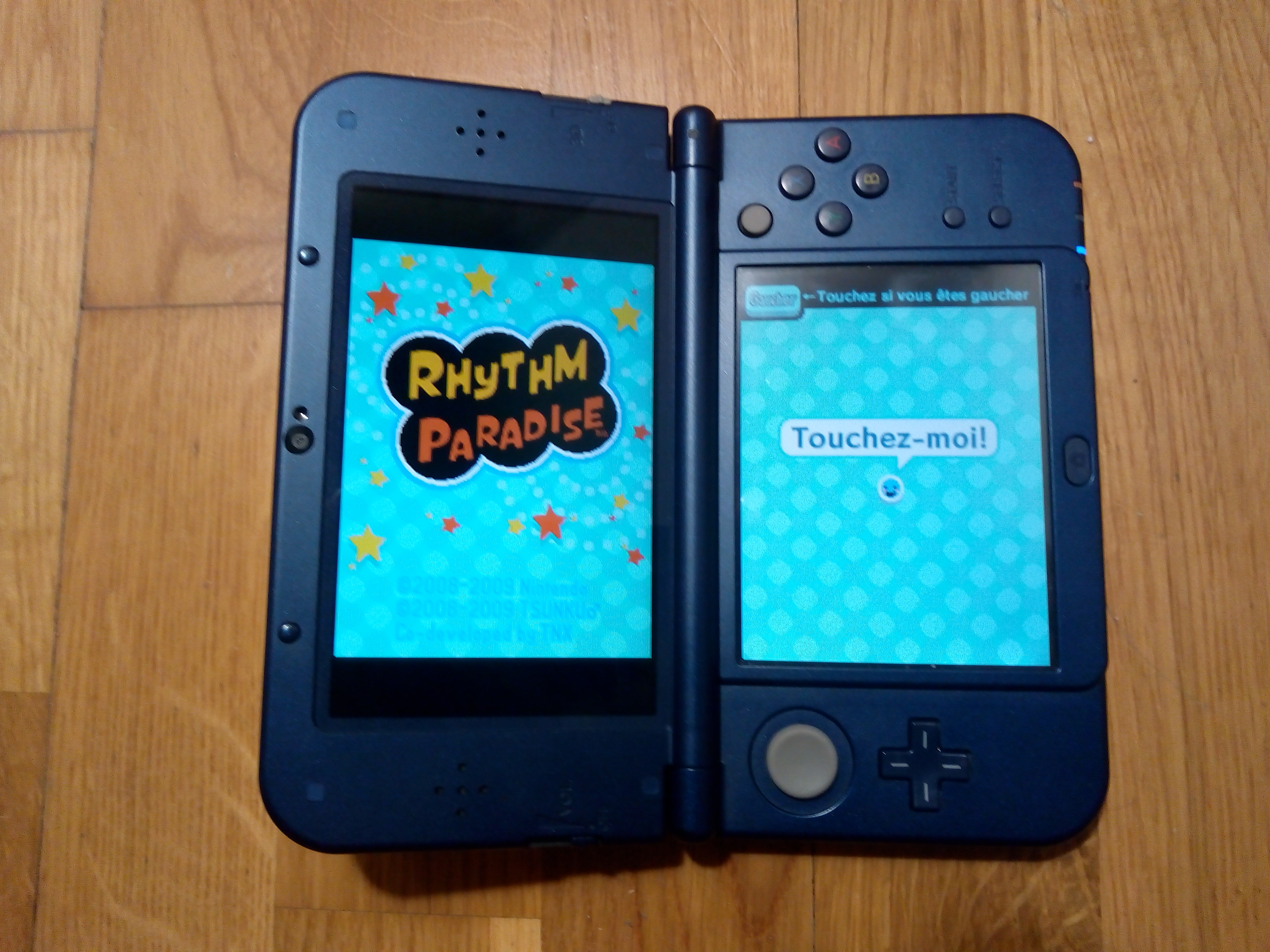
Pantalla principal de Rhythm Heaven en una "New Nintendo 3DS XL"

### Controles
En Rhythm Tengoku Gold la Nintendo DS se coloca de lado, de forma que la pantalla táctil quede a la derecha y la pantalla normal a la izquierda (O al revés, si se es zurdo), en cambio en la versión antigua, la consola se colocaba en posición estándar.
Todas las pruebas se manejan con 4 gestos (Tocar, Soltar, Deslizar, Tirar) que se realizan con el stylus. En este juego no se utiliza los botones de la consola, tan solo la pantalla táctil, a excepción del minijuego "los rockeros 2" que utiliza el trasero right (R) (o left (L) si se es zurdo) y el botón "start" para detener un minijuego.

### Opciones
El juego guarda o salva la partida automáticamente antes y después de cada minijuego. En un solo juego puede haber hasta tres partidas. Cada partida tiene una etiqueta, que corresponde con la relación que tienen hacia el dueño del juego (por ejemplo: hermano, amigo, novio, tío, padre, jefe...etc y también Yo, para el mismo dueño)

### General, Gráficos y Música
El juego tiene 40 minijuegos estándar y 10 minijuegos "remix". Estos últimos son una mezcla de los minijuegos estándar. A partir del remix 6 los minijuegos estándar se repiten pero con un nivel más difícil. También hay una opción de medallero, que, a medida que ganes medallas en el juego tendrás acceso a nuevos minijuegos. Otra opción es la cafetería, donde estarán las canciones del juego y algunos textos sobre éste.
Casi todos los minijuegos son en 2D o dibujos animados, excepto los minijuegos "A Escala","Peloteo rítmico" y "Aerosurf" que aparecen en 3D. Todos los minijuegos tienen un diseño gráfico minimalista, sencillo e incluso infantil, con el propósito de no agobiar al jugador. El juego ha sido desarrollado por los creadores de WarioWare, de aquí su parecido gráfico. El compositor de las melodías de Rhythm Paradise es Mitsuo Terada (Tsunku♂), que ya trabajó en Rhythm Tengoku de la consola Game boy.

## Jugabilidad
Después de cada minijuego, el mismo da una opinión sobre como te ha salido la prueba. Te puede dar hasta 4 respuestas independientemente del minijuego:
- Otra vez: indica que se tiene que volver a hacer la prueba porque no se ha tenido un buen ritmo. Si la nota se repite tres veces seguidas, se puede pedir ayuda al camarero de la cafetería. Automáticamente el juego da por aprobada la prueba y desbloquea la siguiente. (0-4)

- Bien: pasa la prueba; se desbloquea una nueva. (5-6)

- Bastante Bien: si se hubieran tenido 2 fallos menos se podría haber llegado a un genial. (7-8)

- Genial: con esta calificación, se obtiene una medalla que se puede usar en el medallero, y también un marco de oro. (9-10)

- Perfecto: se tendrá acceso a una lectura o canción del minijuego. La oportunidad de hacer un perfecto es aleatoria. Al terminar un minijuego, el juego elige al azar un minijuego que esté calificado como genial. A continuación dará 3 intentos de conseguir el perfecto, que consiste en no cometer ningún error. (10)

### Marcos
Los marcos indican en que posición se encuentra el minijuego. Estos son los marcos:
- Candado: aún está bloqueado.

- Sin marco: no te has pasado el juego.

- Marco normal: de color gris, con un bien o bastante bien.

- Marco de oro: tienes que hacer un Genial.

- Marco perfecto: tienes que hacer un Perfecto.

## Lista de minijuegos
Por orden cronológico:
-A escala
-El coro (Con el director León)
-Robotellines
-Club de Fans (Con Anita Dinamita)
-Remix 1
-Peloteo Rítmico
-Guerra Galáctica (Con Estrellita Rayonauta)
-Aves marciales (Con el comandante pequeño)
-Duduá Moái
-Remix 2
-Lagartijas amorosas
-El granjero pisón (Con Lombardino Pisón)
-Foto final (Con Miralpa Jarito)
-Las Chispitas (Con las Chispitas)
-Remix 3
-El monje tragón (Con Pi ying)
-Escuela de Djs (Con DJ Limón)
-Duelo de tambores (Con la cuadrilla Taikosalís)
-La química del amor (Con el Oso)
-Remix 4
-El Chapuzón (Con las Sincronetes)
-Gran Final Rockero
-Perro Ninja
-Ritmo Rana (Con las Ranettes)
-Remix 5
-Futbol espacial
-A contratiempo (Con los Hombres Dominó)
-Los rockeros
-Kárate Killo (con Killo)
-Remix 6
-Aerosurf (Con los Aerosurfistas) (Nota: no es un minijuego estándar ni remix)
-A Escala 2
-Las chispitas 2 (Con las Chispitas)
-Ritmo rana 2 (Con las Ranettes)
-Club de fans 2 (Con Anita Dinamita)
-Remix 7
-Peloteo rítmico 2
-Robotellines 2
-Aves marciales 2 (Con el comandante pequeño)
-A Contratiempo 2 (Con los Hombres Dominó)
-Remix 8
-Duduá Moái 2
-Kárate Killo 2 (Con Killo)
-El coro 2 (Con el director León)
-Fútbol espacial 2
-Remix 9
-Guerra Galáctica 2 (Con Estrellita Rayonauta)
-El chapuzón 2 (Con las Sincronetes)
-El monje tragón 2 (Con Pi ying)
-Los rockeros 2
-Remix 10
Nuevos Minijuegos del medallero:
-Lanza la moneda
-Guerra galáctica
-Túnel
-Samurái rebanador
-Los camareros
-Gruta Mazmorrítmica
-Tarjeta de visita
-Teléfono
-Monstruo tragaperras
-Los pulpos
-Batería de juguete
-Saco de arena bailón
-DJ Kappa

## Recepción
Hasta el 11 de enero de 2009, Rhythm Tengoku Gold vendió 1.568.000 copias tan solo en Japón. Fue el sexto juego de Japón más vendido en 2008. En general, fue aceptado entre los usuarios de Nintendo. La radio española Los 40 Principales promocionó el juego con un concurso en 2009.

## Huellas de Rhythm Tengoku
- El personaje de "Peloteo rítmico" ya había salido en la versión de Game Boy Advance pero bailando, no jugando a la paleta.

- El escenario de "A escala" también salió en GBA, pero tenías que llevar la varilla hasta el final.

- Los monos del "Club de fans" También salían bailando.

- Killo de "Karate Killo" sale exactamente igual y haciendo lo mismo.

- También salió el "Samurai rebanador".

- A los nabos y cebollas de "Granjero Pisón" les tenías que quitar los pelillos con pinzas.

- En el minijuego de Las Chispitas al hacerlo bien saldrán unas estrellas y un personaje colgando de una de ellas. Estos elementos aparecían en un minijuego de Rhythm Tengoku.

- En el minijuego Foto Final, en varias fotos llegan a aparecer muchos personajes del primer juego. Estos son: los ninjas blanco y negro, un fantasma, el ratón blanco. Y en la multitud aparecen los dos raperos, los monos, los leones que aplauden y los personajes del peloteo rítmico, pero como aparecen en la versión de Game Boy Advance.